# Rösrath
Rösrath is een stad en gemeente in de Duitse deelstaat Noordrijn-Westfalen, gelegen in de Rheinisch-Bergischer Kreis. De gemeente telt 28.759 inwoners (31 december 2020) op een oppervlakte van 38,81 km². Tot 2001 was Rösrath een dorp en kreeg toen stadsrechten. Rösrath grenst zuidoostelijk aan Keulen. Rösrath wordt daarom ook de poort in het Bergische Land genoemd.

## Stadsdelen
- Forsbach
- Hoffnungsthal
- Kleineichen
- Rösrath

## Bezienswaardigheid

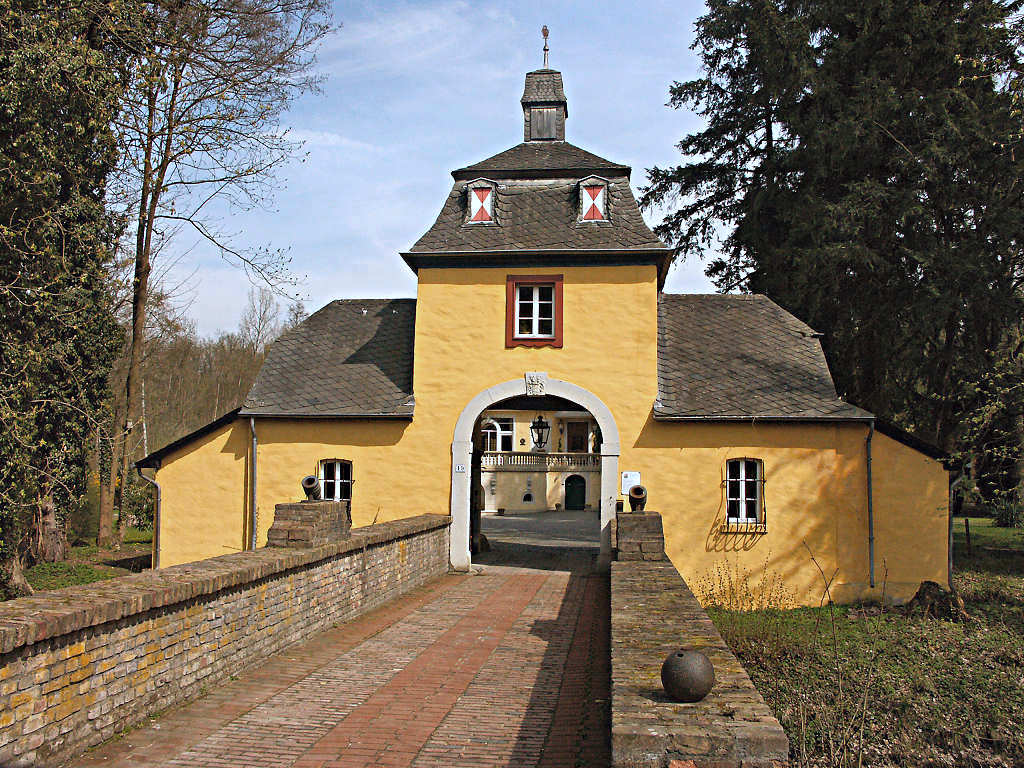
Portaal van Schloss Eulenbroich

Het portaal van Schloss Eulenbroich is het kenteken van Rösrath. Dit portaal wordt bijvoorbeeld gebruikt als briefkop of in het internet.

## Afbeeldingen

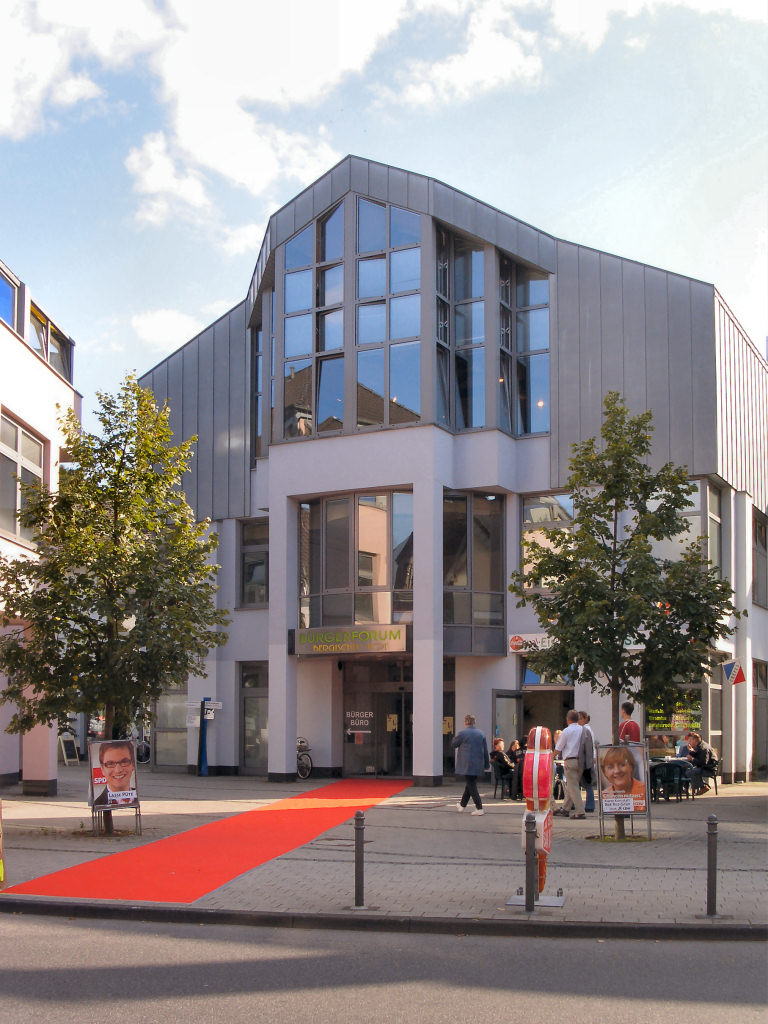
Gemeentehuis
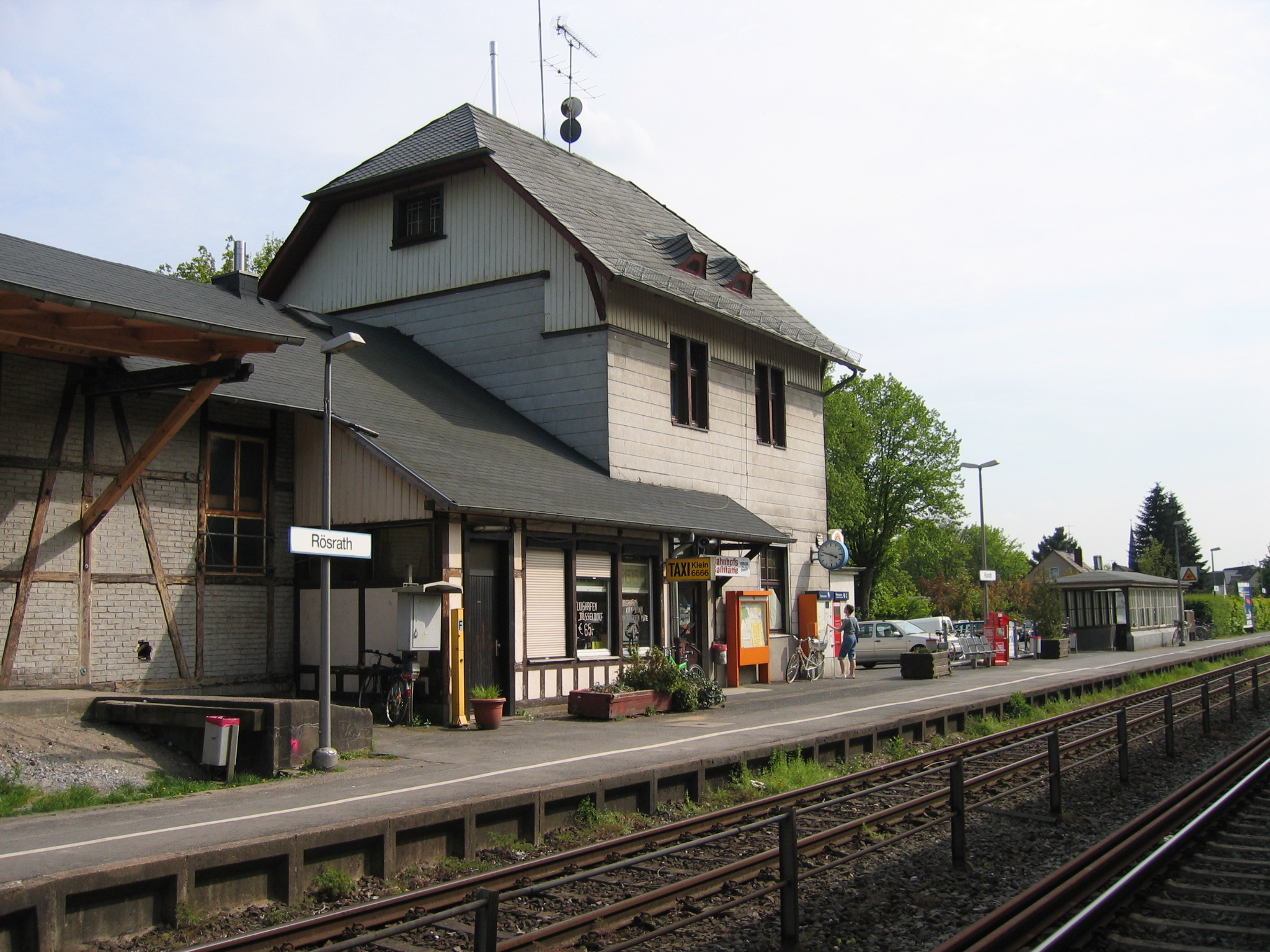
Station Rösrath
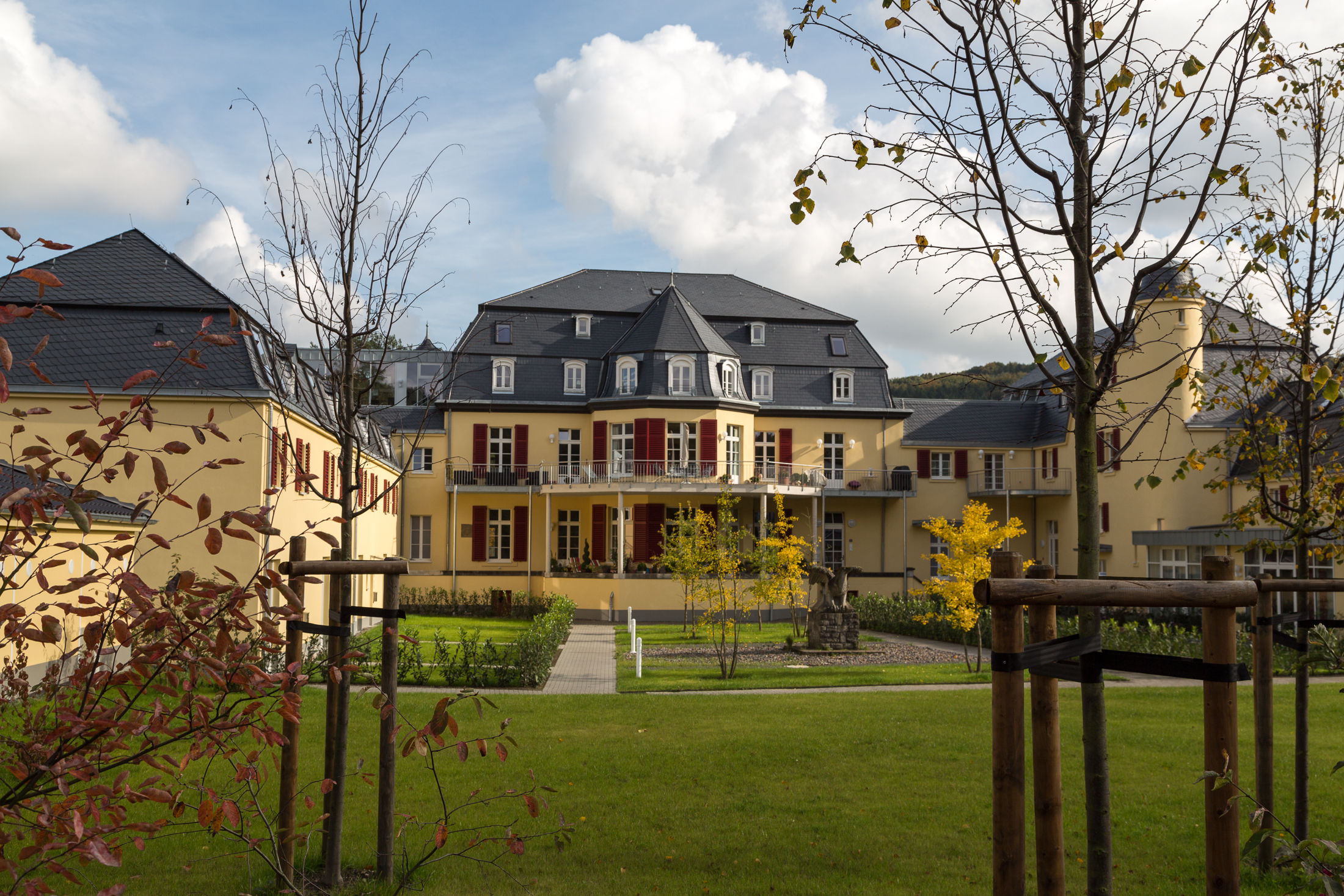
Haus Venauen

Bergisch Gladbach · Burscheid · Kürten · Leichlingen · Odenthal · Overath · Rösrath · Wermelskirchen